# Perdizes (bairro de São Paulo)
Perdizes é um bairro nobre situado na zona oeste do município de São Paulo e pertencente ao distrito de Perdizes. Possui o terceiro maior IDH entre os distritos paulistas, ficando atrás apenas de Moema e Pinheiros.
Limita-se com os bairros de: Sumaré, Vila Pompéia, Água Branca, Barra Funda e Pacaembu.

## História
A exemplo de muitos bairros paulistanos, Perdizes proveio de propriedades rurais, sendo uma delas a Sesmaria do Pacaembu. Há registros, datados de 1850, que indicam a presença de chácaras na região, algumas delas criavam animais, como a perdiz. Uma dessas propriedades pertencia a Joaquim Alves, um vendedor de garapa que criava perdizes em seu quintal, onde hoje é o Largo Padre Péricles. A ave batizou a localidade, informalmente chamada até então de Campo das Perdizes.
Devido ao crescimento da cidade as características rurais da área desaparecem pelo loteamento e venda das terras. Ao final do século XIX, especificamente em 1897, Perdizes entra na planta oficial da cidade. Nas primeiras décadas do século vindouro houve um crescimento imobiliário do novo bairro, sendo consolidado na década de 1940 como um bairro de classe-média. Com o passar do século verticaliza-se e sedia importantes instituições educacionais, como a PUC-SP em 1946. 

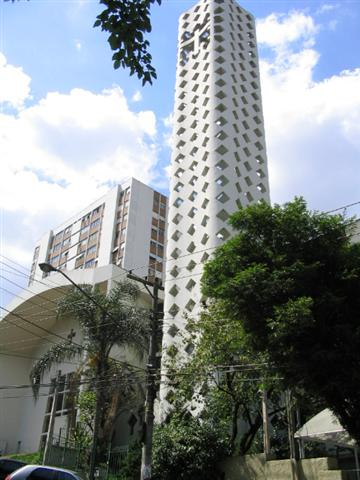
A Igreja de São Domingos.

A quadra, onde atualmente se encontra a PUC-SP, formada pelas atuais ruas Monte Alegre, João Ramalho, Ministro Godoy e Bartira, constituía-se na antiga Chácara Lúcia de propriedade de Germaine Lucie Buchard, Condessa de Gontand Birou. Em 1948, as Carmelitas deixaram o Mosteiro que foi doado para a Universidade Católica. O conjunto é formado pelo antigo Convento das Carmelitas Descalças e Capela, projetado por Alexandre Albuquerque, no início da  década de 1920, em estilo neocolonial e pelo Teatro da Universidade Católica – TUCA, de 1965. 
A mesma universidade foi alvo de emblemáticas intervenções e manifestos ocorridos na ditadura militar, como a: invasão de seu câmpus em 1977 e as manifestações no TUCA, teatro da universidade.
Atraído por suas ruas arborizadas e boa infra-estrutura de comércio e serviços o mercado imobiliário inicia nas décadas finais do século XX o lançamento de edifícios de alto-padrão no bairro.

### Tombamentos
Neste bairro, em 1900, no Largo das Perdizes, existia uma Capela, ou seja, uma igreja nacional, muito pequena e pobre, dedicada à nossa Senhora da Conceição e Santa Cruz. E nesta Capela funcionou a primeira Matriz da nova Paróquia de São Geraldo.  No Largo Padre Péricles (antigo Largo das Perdizes), se localiza a Paróquia São Geraldo das Perdizes, criada em 15 de fevereiro de 1914, por Dom Duarte Leopoldo e Silva, Arcebispo Metropolitano de São Paulo.
Na Paróquia São Geraldo, muitos tesouros arquitetônicos e artísticos estão guardados, mas o de maior destaque é o que está protegido no Campanário: o Sino que anunciou a Sete de Setembro de 1822, uma hora após a proclamação, a Independência do Brasil, às margens do Ipiranga pelo príncipe D. Pedro.
O CONDEPHAAT tombou alguns edifícios do bairro, bem como o histórico Sino da Independência do Brasil, localizado no campanário da Igreja de São Geraldo.  Além desse objeto, tombado em 1972, a dita igreja também possui outros acervos significativos, entre eles o conjunto de sessenta vitrais, alguns deles executados pela famosa Casa Conrado Sogenith, de São Paulo. e o conjunto de edifícios da Pontifícia Universidade Católica de São Paulo.
Em estudos para Tombamento pelo Conpresp, a pedido de moradores, estão 38 imóveis, visando a preservação de sobrados e casarões históricos. Estão em sua maioria em ruas como Doutor Homem de Mello, Turiaçu, Ministro Godoy, Germaine Burchard, Monte Alegre, Itapicuru, Bartira, Caiubi e Vanderlei.
O Colégio Santa Marcelina, na Rua Cardoso de Almeida e o Colégio Batista Brasileiro, na Dr. Homem de Melo também se encontram na listagem de tombamentos pelo Conpresp, assim como cinco casas da rua.

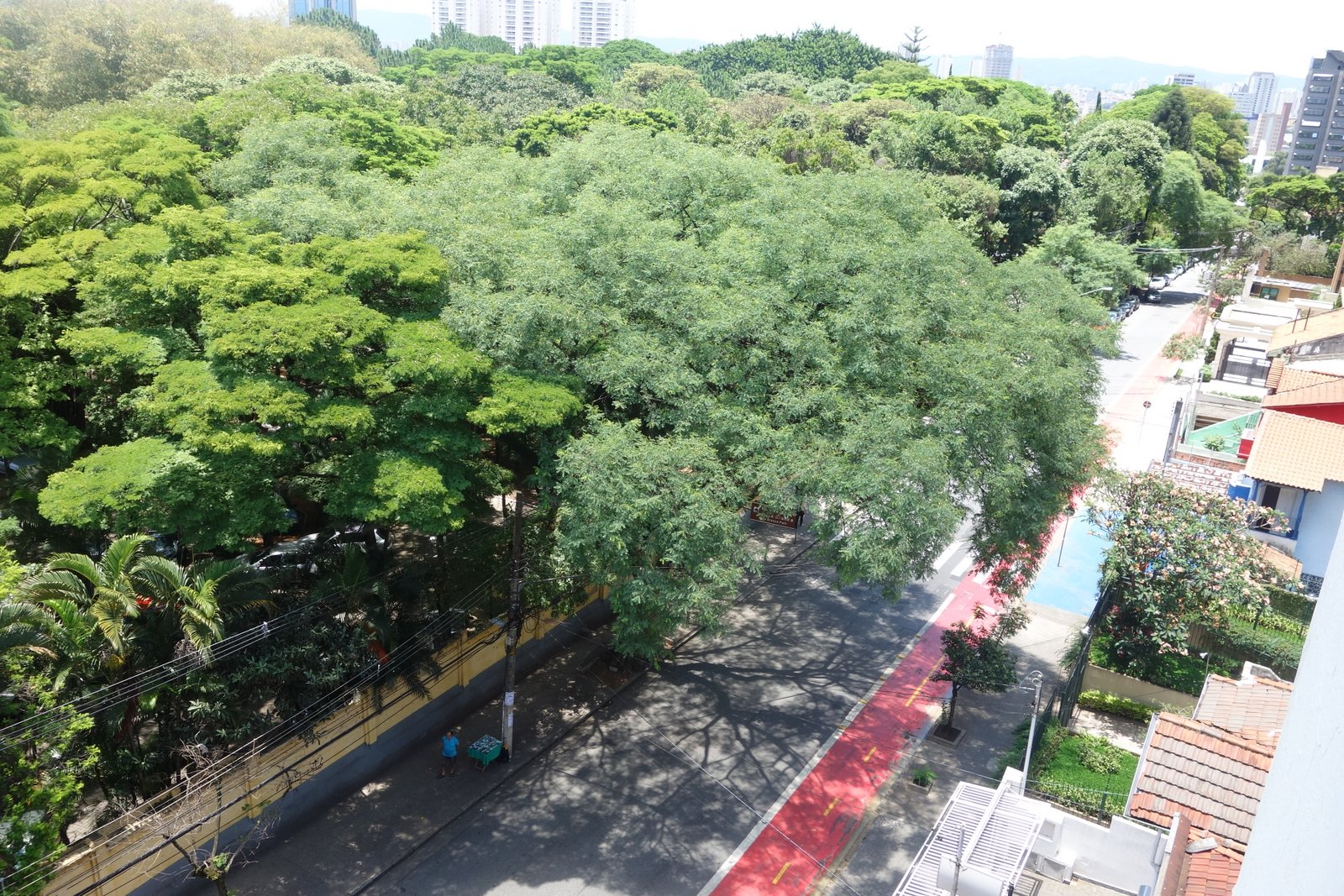
Perdizes e o Parque da Água Branca.

Outras paróquias históricas do bairro são: a Paróquia de Santa Rosa de Lima em honra a Santa Rosa de Lima, padroeira do bairro e a Igreja de São Domingos.

## Atualidade
É um bairro nobre destinado à classe média alta e alta, abriga amplo comércio localizado nas ruas Cardoso de Almeida e Turiaçu. Apresenta localização privilegiada, próxima ao centro e à Avenida Paulista, e uma gama de escolas particulares e universidades, sendo um dos bairros mais valorizados da zona Oeste. Sendo classificado como "Zona de valor A" pelo CRECI, assim como os bairros de: Vila Nova Conceição e Morro dos Ingleses.